# Honda NSX II
La Honda NSX est une voiture sportive hybride du constructeur automobile japonais Honda produite depuis 2016. La version classique cesse d'être produite en 2021. En 2022, Honda lance une ultime version de la NSX, la Type S, non-commercialisée en France. Elle reprend le nom NSX de la voiture sportive du constructeur lancée en 1990.

## Présentation
La seconde génération de la Honda NSX est présentée salon de Genève 2015 et commercialisée à partir de 2016.

## Caractéristiques techniques
La NSX est construite en aluminium comme sa prédécesseur de 1990.

### Motorisation
La NSX reçoit une motorisation hybride essence associant un moteur thermique V6 3,5 litres bi-turbo à injection directe de 500 ch et 550 N m de couple, entraînant les roues arrière, avec trois moteurs électriques. Les roues avant reçoivent chacune un moteur électrique de 37 ch faisant bénéficier à la NSX d'une transmission intégrale. Le troisième moteur électrique d'une puissance de 49 ch est placé entre le moteur thermique et la boîte de vitesses à double embrayage 9 rapports (9DCT). L'ensemble fournit une puissance cumulée de 581 ch pour 645 N m de couple, et les moteurs sont alimentés par une batterie Lithium-métal polymère (LMP).

## Concept car

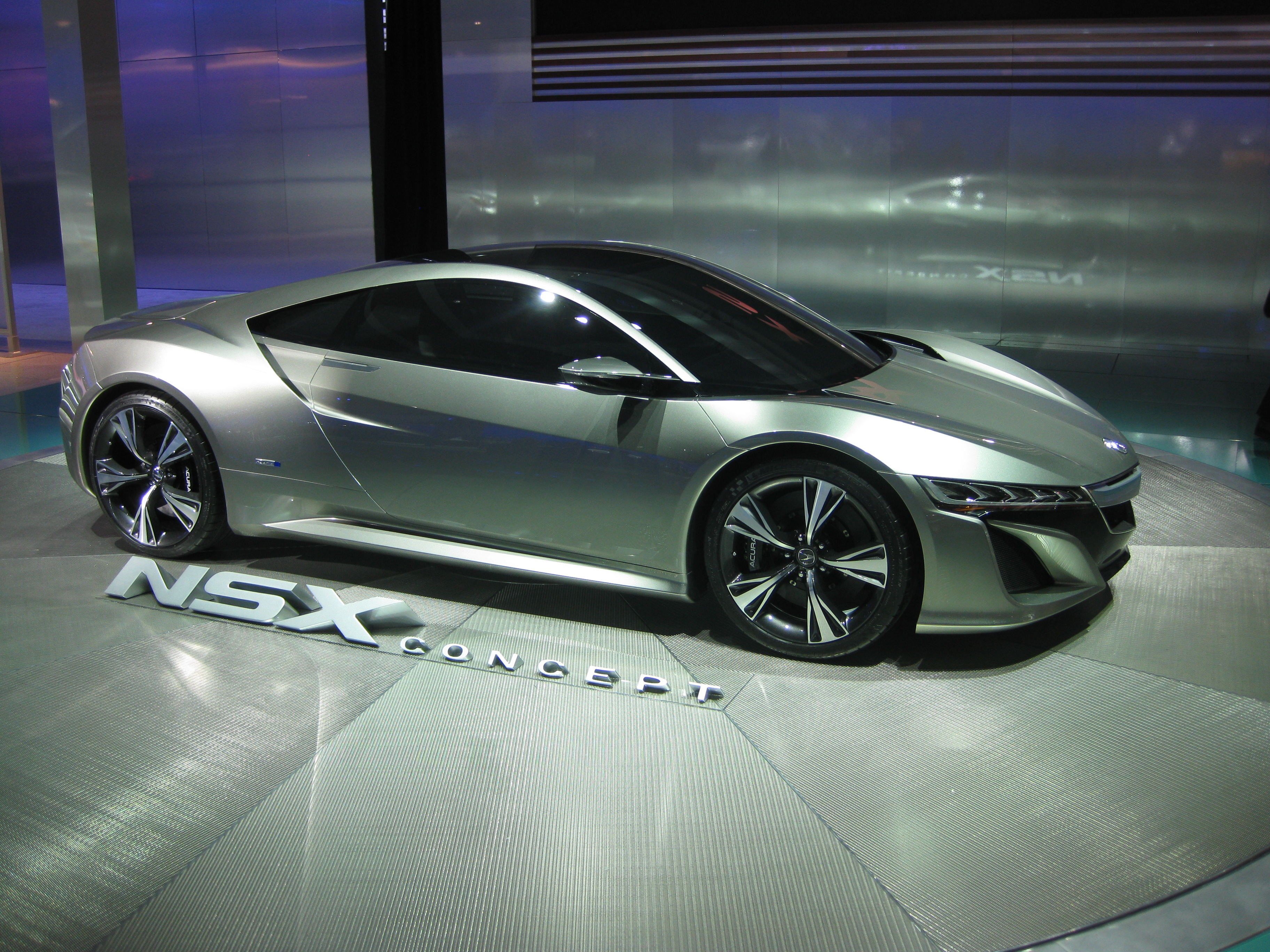
Acura NSX Concept

La Honda NSX II est préfigurée par le concept car Acura NSX Concept présenté au salon de Détroit en 2012.

## Ventes
218 exemplaires ont été vendus en Europe, dont 20 en France,.